# Jo Jae-cheol
Đây là một tên người Triều Tiên, họ là Jo.
Jo Jae-Cheol (Hangul: 조재철; sinh ngày 18 tháng 5 năm 1986) là một cầu thủ bóng đá Hàn Quốc thi đấu cho Seongnam FC.

## Danh hiệu

### Câu lạc bộ
Seongnam Ilhwa Chunma
- AFC Champions League 2010 Vô địch
- Cúp FA 2011 Vô địch